# Народно читалище „Христо Ботев – 1905“
Народно читалище „Христо Ботев“ се намира до площад „Събота пазар“ в район „Южен“ на град Пловдив, България. Официалното му име е „Христо Ботев – 1905“.

## История
Народно читалище „Христо Ботев“ е създадено на 2 октомври 1905 г. Със заповед № 53 от 16 януари 1906 г. на министъра на народното просвещение е утвърден и уставът на читалището.. Новоизбраното ръководство обаче не може да се справи. Възникват спорове между отделните членове и някои дори подхвърлят идеята да се разделят и да основат ново читалище. Много скоро се свиква ново събрание на което се избира ново ръководство в състав: Никола Дюлгеров, Бохор Бакиш, А. Аргиров, Атанас Катъров и Б. Григоров. Новото ръководство се заема с ремонта на една барака, собственост на бръснаря Джалил, където се открива и първата читалня. За да ознаменуват това събитие участниците са направили обща снимка.
Читалище „Христо Ботев – 1905“ започва да развива оживена културна и просветна дейност още от самото си основаване. Изнасят се беседи, организират се вечеринки. Със средствата, събрани от членския внос и с приходите от културните мероприятия се закупуват книги и се поставя основата на библиотечния фонд, създава се и театрален колектив, чийто спектакли се посещават масово от жителите на квартала. Особено голям интерес предизвиква пиесата „Многострадална Геновева“. Хората посрещат с интерес и вълнение играта на артистите, голяма част от тях са съпричастни и се вълнуват, не са малко и онези, които ронят сълзи от съчувствие към нещастната героиня. Зрителите сами носят столове от къщите си, защото училищната стая, която служи за салон и сцена се препълва с хора и няма места за всички. Осветлението е оскъдно, но все пак трите газени лампи задоволяват нуждите на залата от осветление. Началото на представлението или обявяването на един или друг номер от програмата става с помощта на хаван, удрян от специално натоварено лице, което е добре запознато с програмата или спектакъла. Дейността на читалище „Христо Ботев“ внася оживление в квартала, запълва духовния глад, дава възможност за изява на тези, които искат да се изявят като декламатори, певци, артисти, музиканти. По онова време то е единственото културно средище в района и е обградено с уважението и любовта на хората. Читалищното ръководство наред с основната културна и просветна дейност подпомага и решаването на някои битови проблеми. То търси съдействие от общинската управа и с негова помощ се изгражда мост над канала (сега закрит), прокарва се нова чешма за обществено ползване. Интересът на жителите на квартала към читалището нараства и броят на членовете се увеличава.
По време на войните за национално обединение дейността на читалището замира. След войните в състава на инициаторите за възстановяване на читалището трима души са синове на учредителите: Стефан Златарев е син на един от първите зам. председатели Иван Златарев, Георги Тодоров е син на члена на читалищното ръководство от 1905 година Григор Тодоров, а Стоян Дюлгеров е син на Никола Дюлгеров, първия председател на читалището. Със заповед № 57 от 12 ноември 1928 година на Министерството на просвещението и заповед № 255/1928 година на министъра на вътрешните работи и народното здраве читалището е узаконено и започва неговата редовна дейност.
За съжаление работата на читалището не потръгва добре. Съществува неразбирателство между членовете на ръководството и това налага да бъде свикано ново събрание на което се избира ново ръководство в състав: Никола Дюлгеров, Бохор Бакиш,А. Аргиров, Атанас Катъров, и Б. Григоров. Новото ръководство ремонтира една барака, собственост на бръснаря Джалил и там се открива първата читалня.

## Библиотека
Библиотеката притежава над 30 000 тома българска и чужда художествена литература, детска литература, както и литература от различни отрасли и предоставя следните услуги: заемане на книги за дома, ползване на библиотечни документи в читалнята, изготвяне на библиографски справки, интернет достъп, копиране на библиотечни материали и др.
Библиотеката разполага със: заемна, зала за свободен достъп, детски отдел, читалня и книгохранилище.
Поради централното си разположение в града, всеки гражданин има право да ползва библиотечните услуги, след регистрация и внесен членски внос.

## Паметник на Христо Ботев
През 2006 г. е открит и бюст-паметник на патрона на читалището. Автор на творбата е скулптора Свилен Костадинов.